# O. Henryjeva nagrada
Nagrada O. Henryja, izvirno The O. Henry Award, je edina vsakoletna nagrada, ki se jo podeljuje kratkim zgodbam izjemne vrednosti. Nagrada se imenuje po ameriškem mojstru te zvrsti proze, O. Henryju. 
The PEN/O. Henry Prize Stories je letna zbirka 20 najboljših kratkih zgodb v letu, objavljenih v ameriških in kanadskih revijah, napisanih v angleščini. 
Nagrada se sicer imenuje 'The O. Henry Award', ne 'The O. Henry Prize', četudi se zbirka imenuje 'The PEN/O. Henry Prize Stories. Tudi zbirka, izdana leta 1919, se je imenovala Prize Stories 1919: The O. Henry Memorial Awards. 

## Zgodovina
Nagrado so prvič podelili leta 1919, finančno jo podpira Society of Arts and Sciences. Od leta 2003 urednik nagrade izbere 20 kratkih zgodb, ki se tako že uvrstijo v zbirko. V poštev pridejo vse kratke zgodbe, napisane v angleščini in objavljene v ameriškem ali kanadskem občasniku. Vsako leto izberejo tri sodnike. Sodniki prejmejo 20 zgodb v rokopisu, brez podpisa avtorja ali publikacije, zavoljo večje objektivnosti. Vsak sodnik se samostojno odloči, katera zgodba se mu zdi, da izstopa. Sodnik nato napiše komentar ob zgodbi. 
Cilj podeljevanja nagrade in izdajanja zbirke ostaja enak - utrditev umetnosti pisanja kratkih zgodb. Trenutna odgovorna urednica zbirke je Laura Furman.

## Partnerstvo s PEN American Center
Leta 2009 je založnik zbirke The O. Henry Prize Stories, Anchor Books, napovedal združitev z društvom PEN American Center in preimenovanje zbirke v The PEN/O. Henry Prize Stories. Urednica Laura Furman je v intervjuju za blog Vintage Books in Anchor Books dejala, da je sodelovanje s PEN-om »naravno partnerstvo.« 

## Dobitniki
Spodaj so navedeni le favoriti sodnikov, za več informacij ali popoln seznam vsakoletnih dobitnikov obiščite uradno spletno stran The O. Henry Prize Stories. 
| 2010 | - Daniyal Mueenuddin: A Spoiled Man v reviji The New Yorker - James Lasdun: Oh, Death v reviji The Paris Review - William Trevor: The Woman of the House v reviji The New Yorker                    |
| 2009 | - Graham Joyce: An Ordinary Soldier of the Queen v reviji The Paris Review - Junot Díaz: Wildwood v reviji The New Yorker                                                                           |
| 2008 | - Alexi Zentner: Touch v revijiTin House - Alice Munro: What Do You Want To Know For? v reviji The American Scholar - William Trevor: Folie a Deux v reviji The New Yorker                          |
| 2007 | - Eddie Chuculate: Galveston Bay, 1826 v zborniku Manoa - William Trevor: The Room v reviji The New Yorker                                                                                          |
| 2006 | - Edward P. Jones: Old Boys, Old Girls v reviji The New Yorker - Deborah Eisenberg: Window v reviji Tin House - Alice Munro: Passion v reviji The New Yorker                                        |
| 2005 | - Ruth Prawer Jhabvala: Refuge in London v reviji Zoetrope - Sherman Alexie: What You Pawn I Will Redeem v reviji The New Yorker - Elizabeth Stuckey-French: Mudlavia v reviji The Atlantic Monthly |
| 2004 | - Nagrada ni bila podeljena. |
| 2003 | - Denis Johnson: Train Dreams v reviji The Paris Review - A. S. Byatt: The Thing in The Forest v reviji The New Yorker                                                                              |
| 2002 | - Kevin Brockmeier: The Ceiling v zborniku McSweeney's |
| 2001 | - Mary Swan: The Deep v reviji The Malahat Review |
| 2000 | - John Edgar Wideman: Weight v zborniku The Callaloo Journal |
| 1999 | - Peter Baida: A Nurse's Story v reviji The Gettysburg Review |
| 1998 | - Lorrie Moore: People Like That Are the Only People Here v reviji The New Yorker |
| 1997 | - Mary Gordon: City Life v reviji Ploughshares |
| 1996 | - Stephen King: The Man in the Black Suit v reviji The New Yorker |
| 1995 | - Cornelia Nixon: The Women Come and Go v reviji New England Review |
| 1994 | - Alison Baker: Better Be Ready 'Bout Half Past Eight v reviji The Atlantic Monthly |
| 1993 | - Thom Jones: The Pugilist at Rest v reviji The New Yorker |
| 1992 | - Cynthia Ozick: Puttermesser Paired v reviji The New Yorker |
| 1991 | - John Updike: A Sandstone Farmhouse v reviji The New Yorker |
| 1990 | - Leo E. Litwak: The Eleventh Edition v reviji TriQuarterly |
| 1989 | - Ernest J. Finney: Peacocks v reviji The Sewanee Review |
| 1988 | - Raymond Carver: Errand v reviji The New Yorker |
| 1987 | - Louise Erdrich: Fleur v reviji Esquire - Joyce Johnson: The Children's Wing v reviji Harper's Magazine                                                                                            |
| 1986 | - Alice Walker: Kindred Spirits v reviji Esquire, August 1985 |
| 1985 | - Stuart Dybek: Hot Ice v reviji Antaeus - Jane Smiley: Lily v reviji The Atlantic Monthly |
| 1984 | - Cynthia Ozick: Rosa v reviji The New Yorker - Gordon Lish: For Jeromé—with Love and Kisses v reviji The Antioch Review                                                                            |
| 1983 | - Raymond Carver: A Small, Good Thing v reviji Ploughshares |
| 1982 | - Susan Kenney: Facing Front v reviji Epoch |
| 1981 | - Cynthia Ozick: The Shawl v reviji The New Yorker |
| 1980 | - Saul Bellow: A Silver Dish v reviji The New Yorker |
| 1979 | - Gordon Weaver: Getting Serious v reviji The Sewanee Review - Anne Leaton: The Passion of Marco Z v reviji Transatlantic Review                                                                    |
| 1978 | - Woody Allen: The Kugelmass Episode v reviji The New Yorker |
| 1977 | - Shirley Hazzard: A Long Story Short v reviji The New Yorker - Ella Leffland: Last Courtesies v reviji Harper's Magazine                                                                           |
| 1976 | - Harold Brodkey: His Son in His Arms, in Light, Aloft v reviji Esquire |
| 1975 | - Harold Brodkey: A Story in an Almost Classical Mode v reviji The New Yorker - Cynthia Ozick: Usurpation (Other People's Stories) v reviji Esquire                                                 |
| 1974 | - Renata Adler: Brownstone v reviji The New Yorker |
| 1973 | - Joyce Carol Oates: The Dead v reviji McCall's |
| 1972 | - John Batki: Strange-Dreaming Charlie, Cow-Eyed Charlie v reviji The New Yorker |
| 1971 | - Florence M Hecht: Twin Bed Bridge v reviji The Atlantic Monthly |
| 1970 | - Robert Hemenway: The Girl Who Sang with the Beatles v reviji The New Yorker |
| 1969 | - Bernard Malamud: Man in the Drawer v reviji The Atlantic Monthly |
| 1968 | - Eudora Welty: The Demonstrators v reviji The New Yorker |
| 1967 | - Joyce Carol Oates: In the Region of Ice v reviji The Atlantic Monthly |
| 1966 | - John Updike: The Bulgarian Poetess v reviji The New Yorker |
| 1965 | - Flannery O'Connor: Revelation v reviji The Sewanee Review |
| 1964 | - John Cheever: The Embarkment for Cythera v reviji The New Yorker |
| 1963 | - Terry Southern: The Road Out of Axotle v reviji Esquire - Flannery O'Connor: Everything That Rises Must Converge v reviji New World Writing                                                       |
| 1962 | - Katherine Anne Porter: Holiday v reviji The Atlantic Monthly |
| 1961 | - Tillie Olsen: Tell Me a Riddle v reviji New World Writing |
| 1960 | - Lawrence Sargent Hall: The Ledge v reviji The Hudson Review |
| 1959 | - Peter Taylor: Venus, Cupid, Folly and Time v reviji The Kenyon Review |
| 1958 | - Martha Gellhorn: In Sickness as in Health v reviji The Atlantic Monthly |
| 1957 | - Flannery O'Connor: Greenleaf v reviji The Kenyon Review |
| 1956 | - John Cheever: The Country Husband v reviji The New Yorker |
| 1955 | - Jean Stafford: In the Zoo v reviji The New Yorker |
| 1954 | - Thomas Mabry: The Indian Feather v reviji The Sewanee Review |
| 1951 | - Harris Downey: The Hunters v reviji Epoch |
| 1950 | - Wallace Stegner: The Blue-Winged Teal v reviji Harper's Magazine |
| 1949 | - William Faulkner: A Courtship v reviji The Sewanee Review |
| 1948 | - Truman Capote: Shut a Final Door v reviji The Atlantic Monthly |
| 1947 | - John Bell Clayton: The White Circle v reviji Harper's Magazine |
| 1946 | - John Mayo Goss: Bird Song v reviji The Atlantic Monthly |
| 1945 | - Walter Van Tilburg Clark: The Wind and the Snow of Winter v reviji The Yale Review |
| 1944 | - Irwin Shaw: Walking Wounded v reviji The New Yorker |
| 1943 | - Eudora Welty: Livvie is Back v reviji The Atlantic Monthly |
| 1942 | - Eudora Welty: The Wide Net v reviji Harper's Magazine |
| 1941 | - Kay Boyle: Defeat v reviji The New Yorker |
| 1940 | - Stephen Vincent Benét: Freedom's a Hard-Bought Thing v reviji The Saturday Evening Post |
| 1939 | - William Faulkner: Barn Burning v reviji Harper's Magazine |
| 1938 | - Albert Maltz: The Happiest Man on Earth v reviji Harper's Magazine |
| 1937 | - Stephen Vincent Benét: The Devil and Daniel Webster v reviji The Saturday Evening Post |
| 1936 | - James Gould Cozzens: Total Stranger v reviji The Saturday Evening Post |
| 1935 | - Kay Boyle: The White Horses of Vienna v reviji Harper's Magazine |
| 1934 | - Louis Paul: No More Trouble for Jedwick v reviji Esquire |
| 1933 | - Marjorie Kinnan Rawlings: Gal Young Un v reviji Harper's Magazine |
| 1932 | - Stephen Vincent Benét: An End to Dreams v reviji Pictorial Review |
| 1931 | - Wilbur Daniel Steele: Can't Cross Jordan by Myself v reviji Pictorial Review |
| 1930 | - W.R. Burnett: Dressing-Up v reviji Harper's Magazine - William H. John: Neither Jew nor Greek v reviji Century Magazine                                                                           |
| 1929 | - Dorothy Parker: Big Blonde v reviji Bookman Magazine |
| 1928 | - Walter Duranty: The Parrot v reviji Redbook |
| 1927 | - Roark Bradford: Child of God v reviji Harper's Magazine |
| 1926 | - Wilbur Daniel Steele: Bubbles v reviji Harper's Magazine |
| 1925 | - Julian Street: Mr. Bisbee's Princess v reviji Redbook |
| 1924 | - Inez Haynes Irwin: The Spring Flight v reviji McCall's |
| 1923 | - Edgar Valentine Smith: Prelude v reviji Harper's Magazine |
| 1922 | - Irvin S. Cobb: Snake Doctor v reviji Cosmopolitan |
| 1921 | - Edison Marshall: The Heart of Little Shikara v reviji Everybody's Magazine |
| 1920 | - Maxwell Struthers Burt: Each in His Generation v reviji Scribner's Magazine |
| 1919 | - Margaret Prescott Montague: England to America v reviji The Atlantic Monthly |